# Neelin (Manitoba)
Neelin é uma cidade de Manitoba, no Canadá. Está localizada a 200 km de Winnipeg.